# Verwantschapsonderzoek
Verwantschapsonderzoek is het onderzoek naar de biologische relatie tussen (mogelijke) familieleden.
Vroeger werd dit onderzoek gedaan door het vergelijken van diverse bloedgroepfactoren.
Tegenwoordig wordt dit onderzoek gedaan door middel van DNA-analyse zodat een positieve match maximaal ongeveer 99,9% zekerheid geeft tenzij het om vaderschaps- of moederschapsonderzoek gaat. De zekerheidsmarges worden beïnvloed door het al dan niet betrekken van het DNA-materiaal van de moeder(s) of vader(s) bij het onderzoek. Uitsluiting kan alleen met 100% zekerheid plaatsvinden als het om een vaderschaps- of moederschapsonderzoek gaat, anders blijft er een onzekerheidsmarge.
Het DNA van mensen is opgeslagen in 23 paar chromosomen, 22 paar autosomale chromosomen en één paar geslachtschromosomen. Het geslachtschromosoom bij vrouwen bestaat uit twee X-chromosomen en bij mannen uit een X- en een Y-chromosoom. Een man heeft XY-geslachtschromosomen, een vrouw heeft XX-geslachtschromosomen.
Het DNA-profiel uit het DNA-onderzoek van het kind bestaat uit meerdere autosomale DNA STRpolymorfismen. Het kind erft erfelijke kenmerken van beide biologische ouders en daardoor moet het DNA-profiel overeenkomen met delen van DNA van beide ouders.
Het Y-chromosoom erft over van vader op zoon en toont verwantschap in de mannelijke lijn aan. Indien de mannelijke lijn (in geval van verschillende vaders of een dochter) wordt onderbroken of als de autosomale DNA-polymorfismen (Y-STRpolymorfismen) onvoldoende informatie leveren is onderzoek van X-specifieke STR-polymorfismen nodig.
Bij vaderschapsonderzoek tussen vader en zoon of tussen broers met dezelfde vader komen de Y-chromosomen overeen. Ook mannelijke verwanten in de mannelijke lijn hebben dus hetzelfde Y-chromosoom.
Het X-chromosoom van de vader aan de dochter doorgegeven toont verwantschap van vader en dochter aan. Bij verwantschapsonderzoek tussen (half)zussen met mogelijk dezelfde vader hoeft in geval van twee verschillende moeders die geen familie van elkaar zijn geen DNA van de moeder te worden afgenomen. In andere gevallen wel om het X-chromosoom van de moeder te kunnen onderscheiden van de X-chromosoom van de vader. Indien een vader overleden is, kan vaderschap nog aangetoond worden door de moeder en de opa en oma van het kind mee te testen.
Het X-chromosoom van de moeder aan de dochter doorgegeven toont verwantschap van moeder en dochter aan.
Mitochondriaal DNA erft over van moeder op kind en toont verwantschap tussen moeder en kind aan.
Veel verwantschapsonderzoek vindt plaats in verband met het onderzoeken van de vaderschapsrelatie, het vaderschapsonderzoek.

## Grootschalig DNA-verwantschapsonderzoek
Bij een grootschalig DNA-verwantschapsonderzoek vragen politie en OM (in Nederland) of parket (in België) aan vele door hen geselecteerde personen om vrijwillig DNA af te staan. De hoop is dat de vermoedelijke dader op basis van het DNA familie blijkt te zijn van een van hen, waardoor binnen een sterk beperkte kring van mogelijke daders verder gezocht kan worden.
Bij het grootschalig DNA-verwantschapsonderzoek worden eerst de Y-chromosomale DNA-profielen van de deelnemende mannen vergeleken met het Y-chromosomale DNA-profiel van de dader. Alleen van die mannen die hetzelfde Y-chromosomale DNA-profiel hebben als dat van de dader, wordt ook een DNA-profiel gemaakt. Pioniers in dit onderzoeksdomein zijn onder meer dr. Arnoud Kal (NFI), Prof. Peter de Knijff (LUMC) en Prof. Maarten Larmuseau (KULeuven).
In Nederland gaf minister van justitie Ernst Hirsch Ballin in 2008 de aanzet tot verruiming van de wetgeving, wat in april 2012 leidde tot een wetswijziging die vrijwillig grootschalig verwantschapsonderzoek mogelijk maakte. Nog datzelfde jaar vond een eerste onderzoek plaats met een positief resultaat: de moord op Marianne Vaatstra werd alsnog opgelost.